# Nyūzen
Nyūzen (入善町?) è una cittadina giapponese della prefettura di Toyama.